# Bathypogon bidentatus
Bathypogon bidentatus là một loài ruồi trong họ Asilidae. Bathypogon bidentatus được Hull miêu tả năm 1958. Loài này phân bố ở miền Australasia.